# Toyota 87C-L

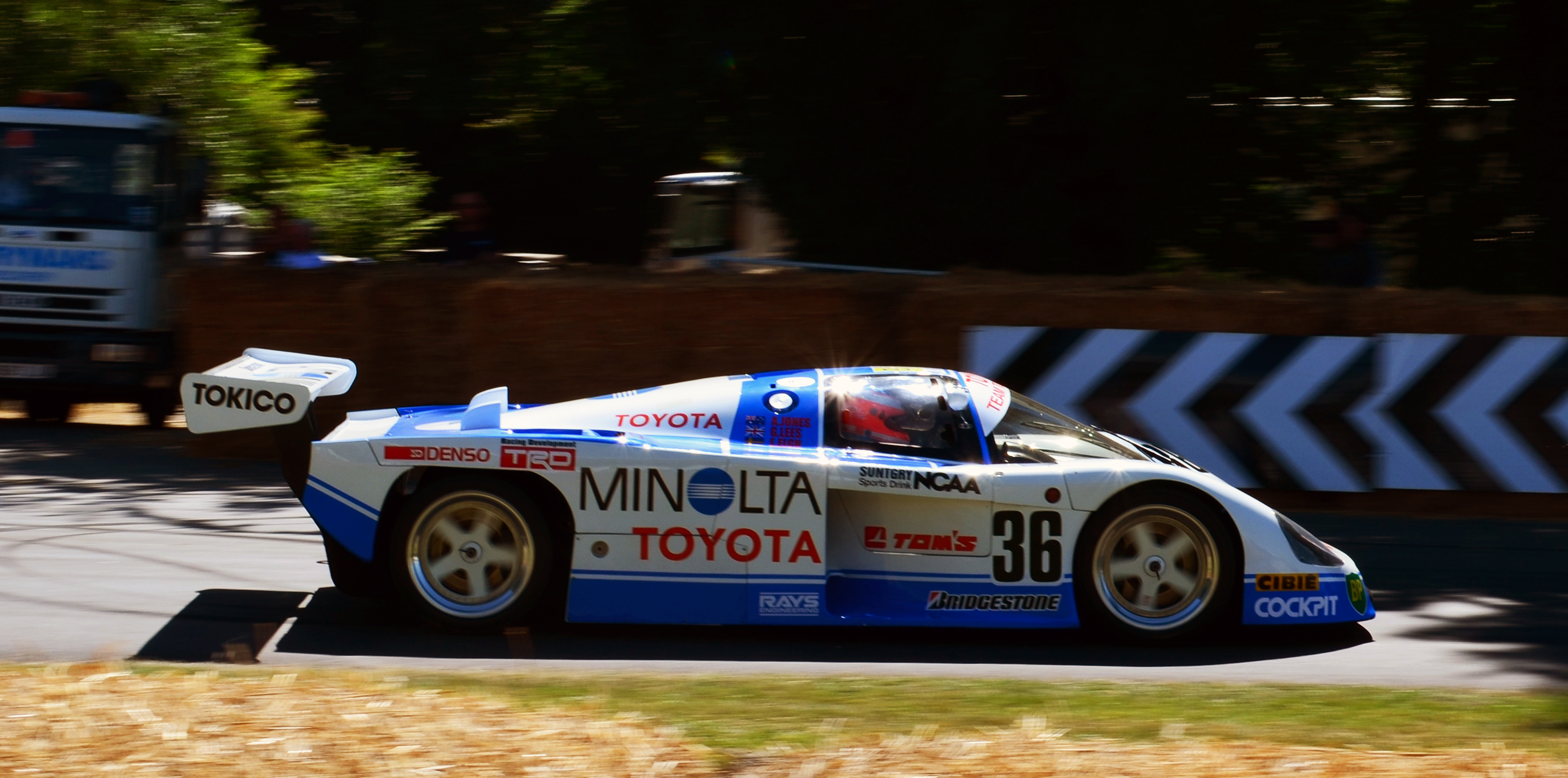
Toyota 87C-L

Der Toyota 87C-L war ein Sportwagen-Prototyp der Gruppe C, der 1987 und 1988 bei Sportwagenrennen zum Einsatz kam.

## Entwicklungsgeschichte und Technik
Im Winter 1986/1987 entschlossen sich die Motorsportverantwortlichen von Toyota das Werksengagement in der Sportwagen-Weltmeisterschaft zu verstärken. In erster Linie bedeutete dies mehr Geld für Entwicklung und Einsatz der Rennwagen. Mit dem Beginn der Gruppe C 1982 engagierte sich Toyota im Sportwagenrennsport. Allerdings wurden die Fahrzeuge bisher weder von Toyota gebaut, noch eingesetzt. Entwicklung und Aufbau der Rennwagen lag in den Händen der Techniker von Dome, einem 1978 von Minoru Hayashi gegründeten Unternehmen, das sich auf den Bau von Rennwagen spezialisiert hatte. So trug beispielsweise das Vorgängermodell des 87C-L offiziell die Bezeichnung Dome 86C.
Die Renneinsätze übernahm TOM’S Co. Ltd. - Tachi Iowa Motor Sport - benannt nach den beiden Gründern Nobuhide Tachi und Kiyoshi Iowa. Das 1974 gegründete Rennteam sorgte für die Logistik der Einsätze, während die operative Planung teilweise bei Toyota lag. Diese Variante der Teamführung ist bei Herstellern im Sportwagensport nicht unüblich. Als Beispiel aus der Gegenwart mag die Verbindung zwischen Audi und Joest Racing dienen.
Wesentliche Neuerung in der Technik war der Motor. Das bisherige 4-Zylinder-4T-GT-Triebwerk, das in seiner Basis aus der Großserie stammte, wurde ausgemustert. Der neue 2,1-Liter-4-Zylinder-Turbomotor bekam ein völlig neues Motormanagement und leistete 620 PS. Nach ersten Testfahrten wurde die Wandstärke des Motorblocks erhöht, was das Aggregat zwar schwerer aber auch langlebiger machte.
Von Dome wechselte der Rennwagenkonstrukteur Masahiro Ohkuni zum Konzern und entwickelte gemeinsam mit Dome-Technikern drei Aluminium-Chassis. Die Wagen wirkten optisch sehr gelungen und kompakt. Allerdings mangelte es den 87C-L von Anfang an an genügend Abtrieb; der Hauptgrund, weshalb die Wagen auf der schnellen Strecke von Le Mans zu langsam waren. Toyota hatte 1987 fast nur Interesse am 24-Stunden-Rennen von Le Mans, wo der Gesamtsieg seit dem Einstieg in der Sportwagensport das große Ziel war. Diese Fokussierung auf ein Rennen war jedoch ein gewisser Entwicklungsnachteil gegenüber der Konkurrenz. Obwohl die Fahrzeuge vor Le Mans zu einigen Rennen gemeldet wurden, fehlten Wagen und Team  Rennkilometer, die auch dazu dienten Schwächen an der Aerodynamik und der Abstimmung zu beseitigen.
Zwei Chassis wurden von TOM’S eingesetzt; Chassis 001 wurde von Dome übernommen und dort als Dome 87C-L zu insgesamt sechs Rennen gemeldet.

## Renneinsätze
Sein Renndebüt gab der 87C-L beim 500-km-Rennen von Suzuka. Das Rennen war die erste Rennveranstaltung der All Japan Sports Prototype Championship dieses Jahres. Bei den Fahrern ging man keine Kompromisse ein und vertraute die Cockpits erfahren Piloten an. Im 87C-L mit der Startnummer 36 saß der Formel-1-Weltmeister von Formel-1-Saison 1980, der Australier Alan Jones, der nach einem gescheiterten Formel-1-Comeback verpflichtet werden konnte. Sein Partner war der erfahrene Langstreckenpilot Geoff Lees. Nach einem fünften Rang im Training beendete das Duo das Rennen an der dritten Stelle der Gesamtwertung, in derselben Runde mit den Siegern Hideki Okada und Mike Thackwell auf einem Porsche 962C und einem weiteren Porsche, gefahren von Kunimitsu Takahashi und Kenny Acheson. Beim zweiten Renneinsatz, dem japanischen Meisterschaftslauf in Fuji, gab es einen überraschenden Gesamtsieg durch Jones, Lees und Masanori Sekiya.
Nach einem ernüchterten Le-Mans-Testwochenende im Mai 1987, wo auf den schnellsten Wagen, den Jaguar XJR-8 von Raul Boesel fast 10 Sekunden auf eine Runde fehlten, kam die TOM’S-Rennmannschaft im Juni mit zwei Wagen zum eigentlichen Rennen. Den Wagen mit der Nummer 37 fuhren die beiden Japaner Masanori Sekiya und Kaoru Hoshino sowie der Engländer Tiff Needell. Alan Jones, Geoff Lees und der Dome-Werksfahrer Eje Elgh den Prototyp mit der Nummer 36. Der Einsatz geriet zum Desaster. Alan Jones blieb nach 19 Runden ohne Sprit auf der Strecke stehen, weil sich das Team bei der Spritmenge nach dem zweiten Boxenstopp verkalkuliert hatte. Das Schwesterauto fuhr nur zwanzig Runden länger, dann endete die Fahrt durch einen Motorschaden.
Weit erfolgreicher als in Le Mans war der Renntyp in der japanischen Sportwagen-Meisterschaft. Beim 1000-km-Rennen von Suzuka siegten Lees, Sekiya und Hitoshi Ogawa. Den letzten Werkseinsatz hatte der 87C-L beim 1000-km-Rennen von Fuji, dem letzten Wertungslauf der Sportwagen-Weltmeisterschaft 1987.
Ende des Jahres wurde ein Chassis an ein Privatteam verkauft und als neuer Werkswagen der 88C vorgestellt.